# دی‌ای‌اس سه‌گانه
در رمزنگاری، دی‌ای‌اس سه‌گانه نام متداولی است برای بلاک رمز، الگوریتم بین‌المللی رمزگذاری داده‌ها سه‌گانه (TDEA یا
TRIPLE DEA)، که الگوریتم استاندارد رمزنگاری داده را سه بار بر روی هر بلاک داده اعمال می‌نماید.
سایز اصلی کلید کد DES 168 بیتی است که زمانی که این الگوریتم طراحی شد کارا بود، اما با افزایش توان
محاسباتی امکان حملات Brute-Force وجود دارد. DES سه‌گانه یک شیوه نسبتاً ساده از افزایش سایز کلید
DES به منظور حفاظت در مقابل حملات، بدون نیاز به طراحی یک الگوریتم با کد جدید فراهم می‌سازد.

## استانداردهای معتبر
الگوریتم کد گذاری داده سه‌گانه(TDEA) در هر یک از موارد زیر تعریف شده‌است.
این بخش از نوشته، اطلاعات ناقص و یا غلط‌انداز دارد. اولین استاندارد طبق ویکی انگلیسی مربوط به ۱۹۹۵ است.
- در ANS x9.52 –1998 مدهای عملیاتی الگوریتم رمزگذاری داده سه‌گانه.
- استاندارد رمزگذاری داده FIPS PUB 46-3 (متن کامل.)
- انتشارات ویژه NIST 67-800 بازبینی ۱ پیشنهاد برای کد رمز الگوریتم رمزگذاری داده سه‌گانه
- (TDEA) (بازبینی ژانویه ۲۰۱۲)(متن کامل.) (۴۲۵ کیلو بایت).
- ISO/IEC 18033-3:تکنولوژی اطلاعات ۲۰۰۵-تکنیک‌های امنیتی –الگوریتم‌های رمزگذاری –بخش ۳:کدهای بلاک.

## نام الگوریتم
قدیمی‌ترین استاندارد که این الگوریتم را تعریف کرد (الگوریتم ANS x9.52 در سال ۱۹۹۸ منتشر شد) آن رابه عنوان الگوریتم رمز نگاری داده سه‌گانه (TDEA) معرفی نمود –مثل سه عملکرد از الگوریتم رمزنگاری داده که در ANSI X392 مشخص گردید-و اصطلاح «DES سه گانه» یا "DES" اصلاً به کار نمی‌رفت.

FIPS PUB 46-3)1999)،"الگوریتم رمزنگاری داده سه گانه TDEA" را تعریف نمود اما همچنان اصطلاحات "DES" و "Triple DES" را به کار نمی‌بردند. در آنجا اصطلاحات "الگوریتم رمزنگاری داده " و "DES" به جای یکدیگر به کار می‌روند که شامل آغاز مشخصه با:
استاندارد رمزگذاری داده شامل الگوریتم رمزنگاری داده DES، الگوریتم رمزگذاری داده سه‌گانه (TDEA، همانگونه که در ANS x9.52 توصیف گشت.
```
(NIST SP 800-64 (2004،۲۰۰۸٬۲۰۱۲ اساساً اصطلاح TDEA را بکار می‌برد اما همچنین به "DES سه گانه (TDEA)"نیز برمی گردد.ISO/IEC 18033-3 2005، د "TDEA" را به کار می‌برد اما ذکر شد که:
```

TDEA به عنوان DES سه‌گانه (استاندارد رمزنگاری داده) شناخته می‌شود.
هیچ‌کدام از استانداردهایی که الگوریتم را تعریف می‌نمایند اصطلاح 3DES را به کار نمی‌برد.

## الگوریتم
DES سه‌گانه، یک سه‌تایی مرتب از کلیدهای {\displaystyle (K1,K2,K3)} را که هر کدام شامل ۵۶ بیت (به جز بیت‌های توازن) هستند، به کار می‌برد.

الگوریتم رمزنگاری این‌چنین است:
{\displaystyle {\texttt {ciphertext}}=E_{K3}(D_{K2}(E_{K1}({\texttt {plaintext}})))}
یعنی DES با K1 رمزگذاری می‌نماید با کلید K2 رمزگشایی می‌نماید و سپس با K3 رمزگذاری می‌نماید. رمزگشایی به صورت معکوس صورت می‌گیرد:
{\displaystyle {\texttt {plaintext}}=D_{K1}(E_{K2}(D_{K3}({\texttt {ciphertext}})))}
یعنی با K3 رمزگشایی می‌گردد با K2 رمزگذاری و با K3 مجدداً رمزگشایی می‌شود.

هر رمزگذاری سه‌گانه‌ای تنها یک بلاک ۶۴ بیتی از داده را رمزگذاری می‌نماید، در هر مورد عملیات میانی اولین و آخرین را وارونه می‌نماید. این استحکام الگوریتم را زمانی که از کلید ۲ استفاده می‌شود بهبود می‌بخشد و با کلید ۳ سازگاری عقبرو را برای DES فراهم می‌آورد.

## گزینه‌های کلید
استاندارد سه گزینه کلید را تعریف می‌نماید.
گزینه کلید ۱
تمامی سه کلید مستقل هستند.
این گزینه، با کلید مستقل (۳*۵۶=۱۶۸) ۱۶۸ بیتی قویترین است.
گزینه کلید ۲
K1 و K2 مستقلند و K3 = K1 است.
این گزینه، با کلید(۲*۵۶)۱۱۲بیتی، امنیت کمتری را فراهم می‌آورد. این گزینه از رمزگذاری دوگانه ساده DES قوی‌تر است، برای مثال با K1 و K2، چرا که از حمله ملاقات در میانه جلوگیری می‌نماید.
گزینه کلید ۳
تمامی سه کلید با هم برابرند K2=K3=K1.
این گزینه، با کلید ۵۶ بیت معادل همان DES است و سازگاری عقبرو با DES را فراهم می‌آورد، زیرا عملیات‌های DES اول و دوم، یکدیگر را جبران می‌کنند. مدت زیادی نیست که توسط انستیتو استاندارد و تکنولوژی (NIST) توصیه شده و توسط ISO/IEC 18033-3 پشتیبانی نمی‌گردد.
دیگر اصطلاحات به کار رفته برای ارجاع به گزینه‌های کلید.
"گزینه کلید n" اصطلاحی است که توسط استانداردهای (X 9.52،FIPS PUB 46-3،SP 800-67،ISO/IEC 18033-3) که TDEA را تعریف نموده هرچند اصطلاحات دیگری در استانداردهای دیگر و سفارش‌ها مرتبط و کاربردهای عمومی به کار گرفته می‌شود.
برای گزینه کلید ۱:
- 3TDEA، در NIST SP 800-57[5] و SP 800-78-3[6]
- کلیدهای طول سه‌گانه، در کاربردهای عمومی

برای گزینه کلید ۲:
- 2TDEA، در SP 800-57[5 NIST و SP 800-78-3
- کلیدهای طول دوگانه، در کاربردهای عمومی

## رمزگذاری بیش از یک بلاک
به مانند تمامی کد بلاک‌ها، رمزگذاری و رمزگشایی چندین بلاک از داده ممکن است، مدهای عملکرد متفاوتی را می‌توان به کار برد که در کل به صورت مستقل از الگوریتم کد بلاک تعریف گشته است، هرچند ANS X 9.52 به صورت مستقیم مشخص می‌گردد و NIST SP 800-67 از طریق SP 800-38A تعیین
می‌گردد که برخی مدها با قیود معینی بر آن‌ها مشخص می‌گردند که لزوماً برای مشخصه‌های عمومی آن مدها به کار گرفته نمی‌شود.
برای مثال ANS X 9.52 تعیین می‌نماید که برای زنجیره بلاک کد، بردار اولیه در هر زمان متفاوت خواهد بود اگرچه ISO/IEC 10116 اینگونه نیست، FIPS PUB 46-3 و ISO/IEC 18033-3 تنها الگوریتم بلاک کد را تعریف می نمایدو هیچ محدودیتی در مدهای عملکردی برای چندین بلاک مشخص نمی‌نماید.

## امنیت
در حالت کلی،DES سه‌گانه با سه کلید مستقل (کلید ۱)کلیدی است به طول ۱۶۸ (سه کلید DES،۵۶ بیتی) که برای حملات ملاقات در میان مناسب است. امنیت مؤثر که تنها ۱۱۲ بیت را فراهم می‌آورد، گزینه کلید ۲ سایز کلید را به ۱۱۲ بیت کاهش می‌دهد هر چند این گزینه برای حمله متن ساده انتخابی معین یا حملات متن آشکار و از این قبیل مناسب است و توسط NIST برای داشتن ۸۰ بیت امنیتی طراحی شد.

بهترین حمله شناخته شده در گزینه کلید ۱ نیازمند ۲۳۲ متن ساده شناخته شده، ۲۱۱۳ گام، ۲۹۰ رمزگذاری DES واحد، ۲۸۸ حافظه (دیگر سبک و سنگین کردن‌ها بین زمان و حافظه حداقل در یک صفحه بیان می‌گردد) که تا کنون عملی نگردیده و NIST کلید ۱ را تا ۲۰۳۰ مناسب در نظر می‌گیرد[۵]، اگر حمله کننده به دنبال کشف یکی از کلیدهای رمز باشد یک حمله کارا یکی از ۲۲۸ کلید را پیدا خواهد کرد و یک مشت از متون ساده به ازای هر کلید و حدود ۲۴۸ عملگرهای رمزگذاری.

## کاربردها
صنعت پرداخت الکترونیک از DES سه‌گانه استفاده می‌نماید و به دنبال توسعه و اعلام رسمی بر مبنای آن است (مثل EMV).
مایکروسافت وان‌نوت،MicrosoftOutLook 2007، مدیر پیکربندی مرکز سیستم،DES سه‌گانه را برای پشتیبانی از رمز عبور و محتوای کاربر و داده‌های سیستم به کار می‌برند.